# Saraland
Saraland ist eine US-amerikanische Stadt in Alabama. Im Mobile County gelegen ist sie die drittgrößte Stadt des Countys und ein Vorort von Mobile. Das U.S. Census Bureau hat bei der Volkszählung 2020 eine Einwohnerzahl von 16.171 ermittelt.
Royal Dutch Shell betreibt in Saraland eine Erdölraffinerie.

## Geographie
Saralands geographische Koordinaten sind 30° 50′ N, 88° 6′ W (30,825186, −88,091932).
Nach den Angaben des United States Census Bureaus hat die Stadt eine Fläche von 57,0 km², wovon 56,7 km² auf Land und 0,3 km² (= 0,50 %) auf Gewässer entfallen.

## Geschichte
Das heutige Stadtgebiet Saralands war Teil eines Lehens an Don Diego Alvarez, weswegen dessen Nachkommen der Siedlung den ersten Namen Alvarez Station gaben. Später wurde der Name der Stadt in Cleveland Station umbenannt, nach einer der siedelnden Familien. Der heutige Name wurde der Stadt angeblich durch C.J. DeWitt gegeben, der aus gesundheitlichen Gründen 1890 aus dem Norden hierhergezogen war und 1895 das erste Postamt an der Southern Railroad eröffnete. Demnach trägt der Ort den Namen von DeWitts Frau Sara.
Saraland war bis zur Ausdehnung Mobiles nach Norden in den 1940er und 1950er Jahren nur schwach besiedelt; durch das Wachstum wurde auch das Bevölkerungswachstum in Saraland beschleunigt und 1957 erfolgte Incorporierung Saralands als City mit zu dem Zeitpunkt 125 Einwohnern. Beim United States Census 1960 war die Bevölkerung bereits auf 4595 angewachsen, 1980 zählte die Stadt 9844 Bewohner. Im Jahr 2000 war die Bevölkerung Saralands auf 12.288 angestiegen.
Das schlimmste Zugunglück in der Geschichte von Amtrak ereignete sich am 22. September 1993 in der Nähe Saralands am Big Bayou Canot. Gegen 2:53 Uhr Ortszeit war Amtraks Sunset Limited, von drei Lokomotiven angetrieben auf der Strecke von Los Angeles, Kalifornien nach Miami, Florida mit 220 Personen an Bord beim Überqueren der Bayou Canot Bridge entgleist. 47 Personen wurden getötet, viele davon sind ertrunken, manche verbrannten in den Trümmern.

## Demographie
Zum Zeitpunkt des United States Census 2000 bewohnten Saraland 12.288 Personen. Die Bevölkerungsdichte betrug 216,5 Personen pro km². Es gab 5138 Wohneinheiten, durchschnittlich 90,5 pro km². Die Bevölkerung Saralands bestand zu 88,50 % aus Weißen, 8,97 % Schwarzen oder African American, 0,56 % Native American, 0,46 % Asian, 0,01 % Pacific Islander, 0,37 % gaben an, anderen Rassen anzugehören und 1,13 % nannten zwei oder mehr Rassen. 1,17 % der Bevölkerung erklärten, Hispanos oder Latinos jeglicher Rasse zu sein.
Die Bewohner Saralands verteilten sich auf 4810 Haushalte, von denen in 31,8 % Kinder unter 18 Jahren lebten. 61,0 % der Haushalte stellten Verheiratete, 10,5 % hatten einen weiblichen Haushaltsvorstand ohne Ehemann und 25,1 % bildeten keine Familien. 21,2 % der Haushalte bestanden aus Einzelpersonen und in 8,1 % aller Haushalte lebte jemand im Alter von 65 Jahren oder mehr alleine. Die durchschnittliche Haushaltsgröße betrug 2,55 und die durchschnittliche Familiengröße 2,97 Personen.
Die Stadtbevölkerung verteilte sich auf 23,4 % Minderjährige, 9,4 % 18–24-Jährige, 29,3 % 25–44-Jährige, 24,4 % 45–64-Jährige und 13,5 % im Alter von 65 Jahren oder mehr. Das Durchschnittsalter betrug 37 Jahre. Auf jeweils 100 Frauen entfielen 95,4 Männer. Bei den über 18-Jährigen entfielen auf 100 Frauen 92,2 Männer.
Das mittlere Haushaltseinkommen in Saraland betrug 38.318 US-Dollar und das mittlere Familieneinkommen erreichte die Höhe von 43.471 US-Dollar. Das Durchschnittseinkommen der Männer betrug 35.431 US-Dollar, gegenüber 22.787 US-Dollar bei den Frauen. Das Pro-Kopf-Einkommen in Saraland war 19.470 US-Dollar. 9,0 % der Bevölkerung und 7,4 % der Familien hatten ein Einkommen unterhalb der Armutsgrenze, davon waren 12,2 % der Minderjährigen und 8,9 % der Altersgruppe 65 Jahre und mehr betroffen.

## Bildung
Saraland ist vom öffentlichen Schulsystem des Mobile Countys abhängig, hat sich aber im Juni 2006 für ein vom County unabhängiges Schulsystem entschieden. Dieses ist im Aufbau und soll nach den Planungen bis 2009 realisiert werden. Zum Beginn des Schuljahres 2008/2009 will man die Saraland Elementary und Nelson Adams Middle School übernehmen und im Jahr darauf eine neue High School eröffnen, deren Bau mit $19 Millionen US-Dollar veranschlagt ist. Derzeit besuchen die Schüler die Satsuma High School in Satsuma oder die Vigor High School in Prichard.
In Saraland gibt es mehrere Privatschulen unter kirchlicher Schirmherrschaft.